# SV Limburgia in het seizoen 1962/63
Het seizoen 1962/1963 was het negende jaar in het bestaan van de Brunssumse betaaldvoetbalclub Limburgia. De club kwam uit in de Nederlandse Eerste divisie en eindigde daarin op de 15e plaats, dit betekende de club rechtstreeks degradeerde naar de Tweede divisie. Tevens deed de club mee aan het toernooi om de KNVB Beker, hierin werd in de tweede ronde verloren van VSV (2–3).

## Wedstrijdstatistieken

### Eerste divisie
|       | DHC   | DWS   | Eindhoven | Elinkwijk | Enschedese Boys | Excelsior | Fortuna | Go Ahead | RBC   | Roda JC | SHS   | Sittardia | Veendam | Velox | VVV   |
| ----- | ----- | ----- | --------- | --------- | --------------- | --------- | ------- | -------- | ----- | ------- | ----- | --------- | ------- | ----- | ----- |
| Thuis | 1 – 4 | 1 – 4 | 1 – 4     | 1 – 3     | 4 – 0           | 3 – 3     | 2 – 1   | 1 – 2    | 1 – 2 | 1 – 2   | 1 – 2 | 1 – 0     | 2 – 2   | 4 – 3 | 5 – 0 |
| Uit   | 3 – 2 | 5 – 0 | 2 – 0     | 0 – 1     | 0 – 0           | 2 – 0     | 2 – 0   | 2 – 0    | 5 – 0 | 2 – 3   | 1 – 1 | 4 – 0     | 3 – 0   | 2 – 2 | 4 – 2 |

### KNVB beker
| 2e ronde                                 | Limburgia                          | 2 – 3 (1 – 2) | VSV                                              |
| 16 december 1962 Plaats: Brunssum Venweg | Gène Gerards 25' Loek den Edel 48' |               | 23' Ger van Dolder 24' Fred André Ger Farenhorst |

## Statistieken Limburgia 1962/1963

### Eindstand Limburgia in de Nederlandse Eerste divisie 1962 / 1963
| Stand | Gespeeld | Gewonnen | Gelijk | Verloren | Punten | Doelpunten voor | Doelpunten tegen |
| ----- | -------- | -------- | ------ | -------- | ------ | --------------- | ---------------- |
| 15e   | 30       | 7        | 5      | 18       | 19     | 40              | 69               |

### Topscorers
| #      | Naam            | Goal |
| ------ | --------------- | ---- |
| 1.     | Hub Bisschops   | 11   |
| 2.     | Gène Gerards    | 10   |
| 3.     | Karel Muyres    | 7    |
| 4.     | Loek den Edel   | 3    |
| 4.     | Jan Vrancken    | 3    |
| 6.     | Jan Hoogen      | 2    |
| 6.     | Karel Stroucken | 2    |
| 8.     | Willy Hofman    | 1    |
| 8.     | Albert Ummels   | 1    |
| Totaal | Totaal          | 40   |

| #      | Naam          | Goal |
| ------ | ------------- | ---- |
| 1.     | Loek den Edel | 1    |
| 1.     | Gène Gerards  | 1    |
| Totaal | Totaal        | 2    |